# Schistura pseudofasciolata
Schistura pseudofasciolata är en fiskart som beskrevs av Zhou och Cui, 1993. Schistura pseudofasciolata ingår i släktet Schistura och familjen grönlingsfiskar. Inga underarter finns listade i Catalogue of Life.